# Tournoi du Canada de rugby à sept 2017
Navigation
2016 2018
Le Tournoi du Canada de rugby à sept 2017 est la sixième étape de la saison 2016-2017 du World Rugby Sevens Series. Elle se déroule sur deux jours les 11 et 12 mars 2017 au BC Place Stadium à Vancouver, au Canada. La victoire finale revient à l'équipe d'Angleterre qui bat en finale l'équipe d'Afrique du Sud sur le score de 19 à 7.

## Équipes participantes
Seize équipes participent au tournoi (quinze équipes permanentes plus une invitée) :
- Afrique du Sud
- Angleterre
- Argentine
- Australie
- Canada
- Écosse
- États-Unis
- France
- Fidji
- Pays de Galles
- Japon
- Kenya
- Nouvelle-Zélande
- Russie
- Samoa
- Chili (invitée)

## Phase de poules
Les 16 équipes sont réparties en poules de 4 équipes qui se rencontrent une fois chacune. Les points sont attribués en fonction du résultat du match comme suit :
- Victoire : 3 points
- Égalité : 2 points
- Défaite : 1 point
- Forfait : 0 point

En cas d'égalité on départage les équipes selon les règles suivantes :
1. Le vainqueur du match des 2 équipes à égalité
2. La différence de points marqués et reçus durant la poule
3. La différence d'essais marqués et reçus durant la poule
4. Tirage au sort

Résultats de la phase de poules 

### Poule A
| Rang | Pays           | J | V | N | D | Em | Ee | Pm | Pe | Diff | Pts |
| ---- | -------------- | - | - | - | - | -- | -- | -- | -- | ---- | --- |
| 1    | Afrique du Sud | 3 | 2 | 1 | 0 | 10 | 3  | 60 | 17 | +43  | 8   |
| 2    | Angleterre     | 3 | 2 | 1 | 0 | 10 | 4  | 66 | 26 | +40  | 8   |
| 3    | Kenya          | 3 | 1 | 0 | 2 | 7  | 10 | 45 | 62 | -17  | 5   |
| 1    | Chili          | 3 | 0 | 0 | 3 | 3  | 13 | 19 | 85 | -66  | 3   |

| 11 mars 2017 10 h 58 UTC−08:00 | Angleterre   | 28 - 14 | Kenya        | BC Place Stadium, Vancouver |
| 11 mars 2017 10 h 58 UTC−08:00 | Essai(s) : 4 |         | Essai(s) : 2 | BC Place Stadium, Vancouver |
| 11 mars 2017 10 h 58 UTC−08:00 |              |         |              | BC Place Stadium, Vancouver |

| 11 mars 2017 11 h 20 UTC−08:00 | Afrique du Sud | 33 - 0 | Chili        | BC Place Stadium, Vancouver |
| 11 mars 2017 11 h 20 UTC−08:00 | Essai(s) : 5   |        | Essai(s) : 0 | BC Place Stadium, Vancouver |
| 11 mars 2017 11 h 20 UTC−08:00 |                |        |              | BC Place Stadium, Vancouver |

| 11 mars 2017 14 h 34 UTC−08:00 | Angleterre   | 26 - 0 | Chili        | BC Place Stadium, Vancouver |
| 11 mars 2017 14 h 34 UTC−08:00 | Essai(s) : 4 |        | Essai(s) : 0 | BC Place Stadium, Vancouver |
| 11 mars 2017 14 h 34 UTC−08:00 |              |        |              | BC Place Stadium, Vancouver |

| 11 mars 2017 14 h 56 UTC−08:00 | Afrique du Sud | 15 - 5 | Kenya        | BC Place Stadium, Vancouver |
| 11 mars 2017 14 h 56 UTC−08:00 | Essai(s) : 3   |        | Essai(s) : 1 | BC Place Stadium, Vancouver |
| 11 mars 2017 14 h 56 UTC−08:00 |                |        |              | BC Place Stadium, Vancouver |

| 11 mars 2017 18 h 14 UTC−08:00 | Kenya        | 26 - 19 | Chili        | BC Place Stadium, Vancouver |
| 11 mars 2017 18 h 14 UTC−08:00 | Essai(s) : 4 |         | Essai(s) : 3 | BC Place Stadium, Vancouver |
| 11 mars 2017 18 h 14 UTC−08:00 |              |         |              | BC Place Stadium, Vancouver |

| 11 mars 2017 18 h 36 UTC−08:00 | Afrique du Sud | 12 - 12 | Angleterre   | BC Place Stadium, Vancouver |
| 11 mars 2017 18 h 36 UTC−08:00 | Essai(s) : 2   |         | Essai(s) : 2 | BC Place Stadium, Vancouver |
| 11 mars 2017 18 h 36 UTC−08:00 |                |         |              | BC Place Stadium, Vancouver |

### Poule B
| Rang | Pays           | J | V | N | D | Em | Ee | Pm | Pe | Diff | Pts |
| ---- | -------------- | - | - | - | - | -- | -- | -- | -- | ---- | --- |
| 1    | Fidji          | 3 | 2 | 0 | 1 | 13 | 9  | 77 | 57 | +20  | 7   |
| 2    | Argentine      | 3 | 2 | 0 | 1 | 10 | 10 | 64 | 64 | 0    | 7   |
| 3    | Pays de Galles | 3 | 2 | 0 | 1 | 9  | 10 | 61 | 62 | -1   | 7   |
| 4    | Samoa          | 3 | 0 | 0 | 3 | 7  | 10 | 45 | 64 | -19  | 1   |

| 11 mars 2017 10 h 14 UTC−08:00 | Argentine    | 24 - 19 | Samoa        | BC Place Stadium, Vancouver |
| 11 mars 2017 10 h 14 UTC−08:00 | Essai(s) : 4 |         | Essai(s) : 3 | BC Place Stadium, Vancouver |
| 11 mars 2017 10 h 14 UTC−08:00 |              |         |              | BC Place Stadium, Vancouver |

| 11 mars 2017 10 h 36 UTC−08:00 | Fidji        | 34 - 19 | Pays de Galles | BC Place Stadium, Vancouver |
| 11 mars 2017 10 h 36 UTC−08:00 | Essai(s) : 6 |         | Essai(s) : 3   | BC Place Stadium, Vancouver |
| 11 mars 2017 10 h 36 UTC−08:00 |              |         |                | BC Place Stadium, Vancouver |

| 11 mars 2017 13 h 50 UTC−08:00 | Argentine    | 14 - 21 | Pays de Galles | BC Place Stadium, Vancouver |
| 11 mars 2017 13 h 50 UTC−08:00 | Essai(s) : 2 |         | Essai(s) : 3   | BC Place Stadium, Vancouver |
| 11 mars 2017 13 h 50 UTC−08:00 |              |         |                | BC Place Stadium, Vancouver |

| 11 mars 2017 14 h 12 UTC−08:00 | Fidji        | 19 - 12 | Samoa        | BC Place Stadium, Vancouver |
| 11 mars 2017 14 h 12 UTC−08:00 | Essai(s) : 3 |         | Essai(s) : 2 | BC Place Stadium, Vancouver |
| 11 mars 2017 14 h 12 UTC−08:00 |              |         |              | BC Place Stadium, Vancouver |

| 11 mars 2017 17 h 30 UTC−08:00 | Samoa        | 14 - 21 | Pays de Galles | BC Place Stadium, Vancouver |
| 11 mars 2017 17 h 30 UTC−08:00 | Essai(s) : 2 |         | Essai(s) : 3   | BC Place Stadium, Vancouver |
| 11 mars 2017 17 h 30 UTC−08:00 |              |         |                | BC Place Stadium, Vancouver |

| 11 mars 2017 17 h 52 UTC−08:00 | Fidji        | 24 - 26 | Argentine    | BC Place Stadium, Vancouver |
| 11 mars 2017 17 h 52 UTC−08:00 | Essai(s) : 4 |         | Essai(s) : 4 | BC Place Stadium, Vancouver |
| 11 mars 2017 17 h 52 UTC−08:00 |              |         |              | BC Place Stadium, Vancouver |

### Poule C
| Rang | Pays       | J | V | N | D | Em | Ee | Pm  | Pe  | Diff | Pts |
| ---- | ---------- | - | - | - | - | -- | -- | --- | --- | ---- | --- |
| 1    | États-Unis | 3 | 3 | 0 | 0 | 18 | 4  | 112 | 24  | +88  | 9   |
| 2    | Australie  | 3 | 2 | 0 | 1 | 9  | 7  | 53  | 43  | +10  | 7   |
| 3    | France     | 3 | 1 | 0 | 2 | 9  | 10 | 57  | 62  | -5   | 5   |
| 4    | Japon      | 3 | 0 | 0 | 3 | 4  | 19 | 26  | 119 | -93  | 3   |

| 11 mars 2017 9 h 30 UTC−08:00 | Australie    | 12 - 7 | France       | BC Place Stadium, Vancouver |
| 11 mars 2017 9 h 30 UTC−08:00 | Essai(s) : 2 |        | Essai(s) : 1 | BC Place Stadium, Vancouver |
| 11 mars 2017 9 h 30 UTC−08:00 |              |        |              | BC Place Stadium, Vancouver |

| 11 mars 2017 9 h 52 UTC−08:00 | États-Unis   | 52 - 0 | Japon        | BC Place Stadium, Vancouver |
| 11 mars 2017 9 h 52 UTC−08:00 | Essai(s) : 8 |        | Essai(s) : 0 | BC Place Stadium, Vancouver |
| 11 mars 2017 9 h 52 UTC−08:00 |              |        |              | BC Place Stadium, Vancouver |

| 11 mars 2017 13 h 06 UTC−08:00 | Australie    | 36 - 7 | Japon        | BC Place Stadium, Vancouver |
| 11 mars 2017 13 h 06 UTC−08:00 | Essai(s) : 6 |        | Essai(s) : 1 | BC Place Stadium, Vancouver |
| 11 mars 2017 13 h 06 UTC−08:00 |              |        |              | BC Place Stadium, Vancouver |

| 11 mars 2017 13 h 28 UTC−08:00 | États-Unis   | 31 - 19 | France       | BC Place Stadium, Vancouver |
| 11 mars 2017 13 h 28 UTC−08:00 | Essai(s) : 5 |         | Essai(s) : 3 | BC Place Stadium, Vancouver |
| 11 mars 2017 13 h 28 UTC−08:00 |              |         |              | BC Place Stadium, Vancouver |

| 11 mars 2017 16 h 46 UTC−08:00 | France       | 31 - 19 | Japon        | BC Place Stadium, Vancouver |
| 11 mars 2017 16 h 46 UTC−08:00 | Essai(s) : 5 |         | Essai(s) : 3 | BC Place Stadium, Vancouver |
| 11 mars 2017 16 h 46 UTC−08:00 |              |         |              | BC Place Stadium, Vancouver |

| 11 mars 2017 17 h 08 UTC−08:00 | États-Unis   | 29 - 5 | Australie    | BC Place Stadium, Vancouver |
| 11 mars 2017 17 h 08 UTC−08:00 | Essai(s) : 5 |        | Essai(s) : 1 | BC Place Stadium, Vancouver |
| 11 mars 2017 17 h 08 UTC−08:00 |              |        |              | BC Place Stadium, Vancouver |

### Poule D
| Rang | Pays             | J | V | N | D | Em | Ee | Pm | Pe | Diff | Pts |
| ---- | ---------------- | - | - | - | - | -- | -- | -- | -- | ---- | --- |
| 1    | Nouvelle-Zélande | 3 | 3 | 0 | 0 | 14 | 4  | 88 | 26 | +62  | 9   |
| 2    | Canada           | 3 | 2 | 0 | 1 | 10 | 7  | 68 | 35 | +33  | 7   |
| 3    | Russie           | 3 | 1 | 0 | 2 | 3  | 12 | 17 | 76 | -59  | 5   |
| 4    | Écosse           | 3 | 0 | 0 | 3 | 7  | 11 | 37 | 73 | -36  | 3   |

| 11 mars 2017 11 h 42 UTC−08:00 | Canada       | 28 - 15 | Écosse       | BC Place Stadium, Vancouver |
| 11 mars 2017 11 h 42 UTC−08:00 | Essai(s) : 4 |         | Essai(s) : 3 | BC Place Stadium, Vancouver |
| 11 mars 2017 11 h 42 UTC−08:00 |              |         |              | BC Place Stadium, Vancouver |

| 11 mars 2017 12 h 04 UTC−08:00 | Nouvelle-Zélande | 40 - 0 | Russie       | BC Place Stadium, Vancouver |
| 11 mars 2017 12 h 04 UTC−08:00 | Essai(s) : 6     |        | Essai(s) : 0 | BC Place Stadium, Vancouver |
| 11 mars 2017 12 h 04 UTC−08:00 |                  |        |              | BC Place Stadium, Vancouver |

| 11 mars 2017 15 h 18 UTC−08:00 | Canada       | 26 - 5 | Russie       | BC Place Stadium, Vancouver |
| 11 mars 2017 15 h 18 UTC−08:00 | Essai(s) : 4 |        | Essai(s) : 1 | BC Place Stadium, Vancouver |
| 11 mars 2017 15 h 18 UTC−08:00 |              |        |              | BC Place Stadium, Vancouver |

| 11 mars 2017 15 h 40 UTC−08:00 | Nouvelle-Zélande | 33 - 12 | Écosse       | BC Place Stadium, Vancouver |
| 11 mars 2017 15 h 40 UTC−08:00 | Essai(s) : 5     |         | Essai(s) : 2 | BC Place Stadium, Vancouver |
| 11 mars 2017 15 h 40 UTC−08:00 |                  |         |              | BC Place Stadium, Vancouver |

| 11 mars 2017 18 h 58 UTC−08:00 | Écosse       | 10 - 12 | Russie       | BC Place Stadium, Vancouver |
| 11 mars 2017 18 h 58 UTC−08:00 | Essai(s) : 2 |         | Essai(s) : 2 | BC Place Stadium, Vancouver |
| 11 mars 2017 18 h 58 UTC−08:00 |              |         |              | BC Place Stadium, Vancouver |

| 11 mars 2017 19 h 20 UTC−08:00 | Nouvelle-Zélande | 15 - 14 | Canada       | BC Place Stadium, Vancouver |
| 11 mars 2017 19 h 20 UTC−08:00 | Essai(s) : 3     |         | Essai(s) : 2 | BC Place Stadium, Vancouver |
| 11 mars 2017 19 h 20 UTC−08:00 |                  |         |              | BC Place Stadium, Vancouver |

## Phase finale
Résultats de la phase finale.

### Tournois principaux

#### Cup
|  | Quarts de finale                 | Quarts de finale                 |                                  |                                  | Demi-finales                     | Demi-finales                     |   |  | Finale                           | Finale                           |
|  | Quarts de finale                 | Quarts de finale                 |                                  |                                  | Demi-finales                     | Demi-finales                     |   |  | Finale                           | Finale                           |
|  |                                  |                                  |                                  |                                  |                                  |                                  |   |  |                                  |                                  |
|  | 12 mars 2017 - 11 h 08 UTC−08:00 | 12 mars 2017 - 11 h 08 UTC−08:00 |                                  |                                  | 12 mars 2017 - 15 h 08 UTC−08:00 | 12 mars 2017 - 15 h 08 UTC−08:00 |   |  | 12 mars 2017 - 18 h 19 UTC−08:00 | 12 mars 2017 - 18 h 19 UTC−08:00 |
|  | 12 mars 2017 - 11 h 08 UTC−08:00 | 12 mars 2017 - 11 h 08 UTC−08:00 |                                  |                                  | 12 mars 2017 - 15 h 08 UTC−08:00 | 12 mars 2017 - 15 h 08 UTC−08:00 |   |  | 12 mars 2017 - 18 h 19 UTC−08:00 | 12 mars 2017 - 18 h 19 UTC−08:00 |
|  | Afrique du Sud                   | 36                               |                                  |                                  | 12 mars 2017 - 15 h 08 UTC−08:00 | 12 mars 2017 - 15 h 08 UTC−08:00 |   |  | 12 mars 2017 - 18 h 19 UTC−08:00 | 12 mars 2017 - 18 h 19 UTC−08:00 |
|  | Afrique du Sud                   | 36                               |                                  |                                  | 12 mars 2017 - 15 h 08 UTC−08:00 | 12 mars 2017 - 15 h 08 UTC−08:00 |   |  | 12 mars 2017 - 18 h 19 UTC−08:00 | 12 mars 2017 - 18 h 19 UTC−08:00 |
|  | Canada                           | 7                                |                                  |                                  | 12 mars 2017 - 15 h 08 UTC−08:00 | 12 mars 2017 - 15 h 08 UTC−08:00 |   |  | 12 mars 2017 - 18 h 19 UTC−08:00 | 12 mars 2017 - 18 h 19 UTC−08:00 |
|  | Canada                           | 7                                | Afrique du Sud                   | 14                               |                                  |                                  |   |  | 12 mars 2017 - 18 h 19 UTC−08:00 | 12 mars 2017 - 18 h 19 UTC−08:00 |
|  | 12 mars 2017 - 11 h 30 UTC−08:00 |                                  | Afrique du Sud                   | 14                               |                                  |                                  |   |  | 12 mars 2017 - 18 h 19 UTC−08:00 | 12 mars 2017 - 18 h 19 UTC−08:00 |
|  |                                  | États-Unis                       | 10                               |                                  |                                  |                                  |   |  | 12 mars 2017 - 18 h 19 UTC−08:00 | 12 mars 2017 - 18 h 19 UTC−08:00 |
|  | États-Unis                       | États-Unis                       | 10                               | 14                               |                                  |                                  |   |  | 12 mars 2017 - 18 h 19 UTC−08:00 | 12 mars 2017 - 18 h 19 UTC−08:00 |
|  | États-Unis                       |                                  |                                  | 14                               |                                  |                                  |   |  | 12 mars 2017 - 18 h 19 UTC−08:00 | 12 mars 2017 - 18 h 19 UTC−08:00 |
|  | Argentine                        | 12                               |                                  |                                  |                                  |                                  |   |  | 12 mars 2017 - 18 h 19 UTC−08:00 | 12 mars 2017 - 18 h 19 UTC−08:00 |
|  | Argentine                        | 12                               | Afrique du Sud                   | 7                                |                                  |                                  |   |  |                                  |                                  |
|  | 12 mars 2017 - 11 h 52 UTC−08:00 |                                  | Afrique du Sud                   | 7                                |                                  |                                  |   |  |                                  |                                  |
|  |                                  | Angleterre                       | 19                               |                                  |                                  |                                  |   |  |                                  |                                  |
|  | Nouvelle-Zélande                 | Angleterre                       | 19                               | 12                               |                                  |                                  |   |  |                                  |                                  |
|  | Nouvelle-Zélande                 | 12 mars 2017 - 15 h 30 UTC−08:00 |                                  | 12                               |                                  |                                  |   |  |                                  |                                  |
|  | Angleterre                       | 14                               |                                  |                                  |                                  |                                  |   |  |                                  |                                  |
|  | Angleterre                       | 14                               | Angleterre                       | 40                               |                                  |                                  |   |  |                                  |                                  |
|  | 12 mars 2017 - 12 h 14 UTC−08:00 | 12 mars 2017 - 12 h 14 UTC−08:00 | Angleterre                       | 40                               | Match pour la 3e place           | Match pour la 3e place           |   |  |                                  |                                  |
|  | 12 mars 2017 - 12 h 14 UTC−08:00 | 12 mars 2017 - 12 h 14 UTC−08:00 |                                  | Fidji                            | Match pour la 3e place           | Match pour la 3e place           | 7 |  |                                  |                                  |
|  | Fidji                            | 28                               | 12 mars 2017 - 17 h 52 UTC−08:00 | 12 mars 2017 - 17 h 52 UTC−08:00 |                                  |                                  | 7 |  |                                  |                                  |
|  | Fidji                            | 28                               | 12 mars 2017 - 17 h 52 UTC−08:00 | 12 mars 2017 - 17 h 52 UTC−08:00 |                                  |                                  |   |  |                                  |                                  |
|  | Australie                        | 10                               |                                  | États-Unis                       | 24                               |                                  |   |  |                                  |                                  |
|  | Australie                        | 10                               |                                  | États-Unis                       | 24                               |                                  |   |  |                                  |                                  |
|  |                                  |                                  |                                  |                                  |                                  |                                  |   |  | Fidji                            | 28                               |
|  |                                  |                                  |                                  |                                  |                                  |                                  |   |  | Fidji                            | 28                               |

#### Challenge Trophy
|  | Quarts de finale                 | Quarts de finale                 |       |    | Demi-finales                     | Demi-finales                     |  |  | Finale                           | Finale                           |
|  | Quarts de finale                 | Quarts de finale                 |       |    | Demi-finales                     | Demi-finales                     |  |  | Finale                           | Finale                           |
|  |                                  |                                  |       |    |                                  |                                  |  |  |                                  |                                  |
|  | 12 mars 2017 - 9 h 30 UTC−08:00  | 12 mars 2017 - 9 h 30 UTC−08:00  |       |    | 12 mars 2017 - 13 h 30 UTC−08:00 | 12 mars 2017 - 13 h 30 UTC−08:00 |  |  | 12 mars 2017 - 16 h 37 UTC−08:00 | 12 mars 2017 - 16 h 37 UTC−08:00 |
|  | 12 mars 2017 - 9 h 30 UTC−08:00  | 12 mars 2017 - 9 h 30 UTC−08:00  |       |    | 12 mars 2017 - 13 h 30 UTC−08:00 | 12 mars 2017 - 13 h 30 UTC−08:00 |  |  | 12 mars 2017 - 16 h 37 UTC−08:00 | 12 mars 2017 - 16 h 37 UTC−08:00 |
|  | Kenya                            | 19                               |       |    | 12 mars 2017 - 13 h 30 UTC−08:00 | 12 mars 2017 - 13 h 30 UTC−08:00 |  |  | 12 mars 2017 - 16 h 37 UTC−08:00 | 12 mars 2017 - 16 h 37 UTC−08:00 |
|  | Kenya                            | 19                               |       |    | 12 mars 2017 - 13 h 30 UTC−08:00 | 12 mars 2017 - 13 h 30 UTC−08:00 |  |  | 12 mars 2017 - 16 h 37 UTC−08:00 | 12 mars 2017 - 16 h 37 UTC−08:00 |
|  | Écosse                           | 17                               |       |    | 12 mars 2017 - 13 h 30 UTC−08:00 | 12 mars 2017 - 13 h 30 UTC−08:00 |  |  | 12 mars 2017 - 16 h 37 UTC−08:00 | 12 mars 2017 - 16 h 37 UTC−08:00 |
|  | Écosse                           | 17                               | Kenya | 7  |                                  |                                  |  |  | 12 mars 2017 - 16 h 37 UTC−08:00 | 12 mars 2017 - 16 h 37 UTC−08:00 |
|  | 12 mars 2017 - 9 h 52 UTC−08:00  |                                  | Kenya | 7  |                                  |                                  |  |  | 12 mars 2017 - 16 h 37 UTC−08:00 | 12 mars 2017 - 16 h 37 UTC−08:00 |
|  |                                  | Samoa                            | 26    |    |                                  |                                  |  |  | 12 mars 2017 - 16 h 37 UTC−08:00 | 12 mars 2017 - 16 h 37 UTC−08:00 |
|  | France                           | Samoa                            | 26    | 21 |                                  |                                  |  |  | 12 mars 2017 - 16 h 37 UTC−08:00 | 12 mars 2017 - 16 h 37 UTC−08:00 |
|  | France                           |                                  |       | 21 |                                  |                                  |  |  | 12 mars 2017 - 16 h 37 UTC−08:00 | 12 mars 2017 - 16 h 37 UTC−08:00 |
|  | Samoa                            | 26                               |       |    |                                  |                                  |  |  | 12 mars 2017 - 16 h 37 UTC−08:00 | 12 mars 2017 - 16 h 37 UTC−08:00 |
|  | Samoa                            | 26                               | Samoa | 12 |                                  |                                  |  |  |                                  |                                  |
|  | 12 mars 2017 - 10 h 14 UTC−08:00 |                                  | Samoa | 12 |                                  |                                  |  |  |                                  |                                  |
|  |                                  | Pays de Galles                   | 19    |    |                                  |                                  |  |  |                                  |                                  |
|  | Russie                           | Pays de Galles                   | 19    | 0  |                                  |                                  |  |  |                                  |                                  |
|  | Russie                           | 12 mars 2017 - 13 h 52 UTC−08:00 |       | 0  |                                  |                                  |  |  |                                  |                                  |
|  | Chili                            | 10                               |       |    |                                  |                                  |  |  |                                  |                                  |
|  | Chili                            | 10                               | Chili | 5  |                                  |                                  |  |  |                                  |                                  |
|  | 12 mars 2017 - 10 h 36 UTC−08:00 |                                  | Chili | 5  |                                  |                                  |  |  |                                  |                                  |
|  |                                  | Pays de Galles                   | 14    |    |                                  |                                  |  |  |                                  |                                  |
|  | Pays de Galles                   | Pays de Galles                   | 14    | 33 |                                  |                                  |  |  |                                  |                                  |
|  | Pays de Galles                   |                                  |       | 33 |                                  |                                  |  |  |                                  |                                  |
|  | Japon                            | 0                                |       |    |                                  |                                  |  |  |                                  |                                  |
|  | Japon                            | 0                                |       |    |                                  |                                  |  |  |                                  |                                  |

### Matchs de classement

#### Challenge 13e place
|  | Demi-finales                     | Demi-finales                     |        |    | Finale                           | Finale                           |
|  | Demi-finales                     | Demi-finales                     |        |    | Finale                           | Finale                           |
|  |                                  |                                  |        |    |                                  |                                  |
|  | 12 mars 2017 - 12 h 46 UTC−08:00 | 12 mars 2017 - 12 h 46 UTC−08:00 |        |    | 12 mars 2017 - 16 h 12 UTC−08:00 | 12 mars 2017 - 16 h 12 UTC−08:00 |
|  | 12 mars 2017 - 12 h 46 UTC−08:00 | 12 mars 2017 - 12 h 46 UTC−08:00 |        |    | 12 mars 2017 - 16 h 12 UTC−08:00 | 12 mars 2017 - 16 h 12 UTC−08:00 |
|  | Écosse                           | 28                               |        |    | 12 mars 2017 - 16 h 12 UTC−08:00 | 12 mars 2017 - 16 h 12 UTC−08:00 |
|  | Écosse                           | 28                               |        |    | 12 mars 2017 - 16 h 12 UTC−08:00 | 12 mars 2017 - 16 h 12 UTC−08:00 |
|  | France                           | 21                               |        |    | 12 mars 2017 - 16 h 12 UTC−08:00 | 12 mars 2017 - 16 h 12 UTC−08:00 |
|  | France                           | 21                               | Écosse | 24 |                                  |                                  |
|  | 12 mars 2017 - 13 h 08 UTC−08:00 |                                  | Écosse | 24 |                                  |                                  |
|  |                                  | Japon                            | 19     |    |                                  |                                  |
|  | Russie                           | Japon                            | 19     | 0  |                                  |                                  |
|  | Russie                           |                                  |        | 0  |                                  |                                  |
|  | Japon                            | 21                               |        |    |                                  |                                  |
|  | Japon                            | 21                               |        |    |                                  |                                  |

#### Challenge 5e place
|  | Demi-finales                     | Demi-finales                     |           |    | Finale                           | Finale                           |
|  | Demi-finales                     | Demi-finales                     |           |    | Finale                           | Finale                           |
|  |                                  |                                  |           |    |                                  |                                  |
|  | 12 mars 2017 - 14 h 24 UTC−08:00 | 12 mars 2017 - 14 h 24 UTC−08:00 |           |    | 12 mars 2017 - 17 h 07 UTC−08:00 | 12 mars 2017 - 17 h 07 UTC−08:00 |
|  | 12 mars 2017 - 14 h 24 UTC−08:00 | 12 mars 2017 - 14 h 24 UTC−08:00 |           |    | 12 mars 2017 - 17 h 07 UTC−08:00 | 12 mars 2017 - 17 h 07 UTC−08:00 |
|  | Canada                           | 5                                |           |    | 12 mars 2017 - 17 h 07 UTC−08:00 | 12 mars 2017 - 17 h 07 UTC−08:00 |
|  | Canada                           | 5                                |           |    | 12 mars 2017 - 17 h 07 UTC−08:00 | 12 mars 2017 - 17 h 07 UTC−08:00 |
|  | Argentine                        | 12                               |           |    | 12 mars 2017 - 17 h 07 UTC−08:00 | 12 mars 2017 - 17 h 07 UTC−08:00 |
|  | Argentine                        | 12                               | Argentine | 14 |                                  |                                  |
|  | 12 mars 2017 - 14 h 46 UTC−08:00 |                                  | Argentine | 14 |                                  |                                  |
|  |                                  | Nouvelle-Zélande                 | 17        |    |                                  |                                  |
|  | Nouvelle-Zélande                 | Nouvelle-Zélande                 | 17        | 21 |                                  |                                  |
|  | Nouvelle-Zélande                 |                                  |           | 21 |                                  |                                  |
|  | Australie                        | 0                                |           |    |                                  |                                  |
|  | Australie                        | 0                                |           |    |                                  |                                  |

## Bilan
Statistiques sportives
- Meilleur marqueur du tournoi :  Perry Baker avec 45 points
- Meilleur marqueur d'essais du tournoi :  Perry Baker avec 9 essais
- Impact Player :  Dan Norton
- Joueur de la finale :  Dan Norton
- Équipe type :
  -  James Rodwell
  -  Chris Dry
  -  Matías Osadczuk (en)
  -  Tom Mitchell
  -  Perry Baker
  -  Dan Norton
  -  Roscko Speckman